# Dzimitryj Kaldun
Dzimitryj Kaldun (hviderussisk: Дзмітрый Аляксандравіч Калдун tr. Dzimitryj Aljaksandravitj Kaldun; russisk: Дми́трий Алекса́ндрович Колду́н tr. Dmitrij Aleksandrovitj Koldun) (født 11 juni 1985) i Minsk, Hviderussiske SSR, Sovjetunionen, er en hviderussisk sanger.
Kaldun repræsenterede Hviderusland i Eurovision Song Contest 2007 med bidraget Work Your Magic, hvis medforfattere var Filip Kirkorov og Karen Kavalerjan. I finalen sluttede Kaldun på en sjette plads, hvilket er det bedste resultat for Hviderusland nogen sinde. Kaldun har endvidere været med i den russiske version af "Idol" og "Fame factory" (under navnet "Star Factory") som han vandt.

## Ekstern kilde/henvisning
- Dzimitryj Kalduns officielle hjemmeside Arkiveret 6. januar 2008 hos  Wayback Machine